# Dolenja vas pri Raki
Dolenja vas pri Raki este o localitate din comuna Krško, Slovenia, cu o populație de 56 de locuitori.